# Gaby Mellado
Gabriella Mellado ou simplesmente Gaby Mellado (Orizaba, 14 de junho de 1992) é uma atriz mexicana. Ficou conhecida no Brasil por interpretar Mudinha em Coração Indomável e Micaela em Que Pobres tão Ricos.

## Biografia
Gaby nasceu em Orizaba, Veracruz, em 1992. É formada no Centro de Educación Artística (CEA) da Televisa da geração de 2006. Em 2008, fez sua estreia nas telenovelas interpretando Sandra na telenovela En nombre del amor.
Em 2010, participou da telenovela Zacatillo, un lugar en tu corazón, de Lucero Suárez, interpretando Liliana. Cabe ressaltar que esta produção faria ela ganhar uma nomeação no Prêmio TVyNovelas como Atriz Juvenil. No mesmo ano, ela participou da telenovela Triunfo del amor, produção de Salvador Mejía Alejandre aonde ela interpretou Gaby. Ainda em 2010, fez sua estreia no cinema interpretando Lu no filme "Ensueño".
Em 2011, participou da telenovela Amorcito corazón, mesma proporção de Lucero Suárez, aonde interpretou Barbara. Por esse papel, obteve uma nomeação no Prêmio TVyNovelas. 
Em 2013, interpretou Solita na telenovela Corazón indomable, produção de Nathalie Lartilleux.
Em 2015, participou da telenovela Lo Imperdonable, interpretando Ana Perla, uma indígena que cria um grande amor junto com Pablo Hidalgo (Sebastián Zurita).
Em 2017, fez seu regresso no cinema interpretando Erlene White no filme "An American Funeral", e nas telenovelas interpretando sua primeira vilã, Adriana na telenovela El vuelo de la victoria.

## Filmografia
| Ano       | Título                              | Papel                       | Formato            |
| --------- | ----------------------------------- | --------------------------- | ------------------ |
| 2008-2009 | En nombre del amor                  | Sandra "Sandy"              | Telenovela         |
| 2010      | Zacatillo, un lugar en tu corazón   | Guadalupe "Lupe" Treviño    | Telenovela         |
| 2010      | Ensueño                             | Lu                          | Filme              |
| 2010-2011 | Triunfo del amor                    | Gabina "Gaby"               | Telenovela         |
| 2011-2012 | Amorcito corazón                    | Bárbara Pinzón Hernández    | Telenovela         |
| 2013      | Corazón indomable                   | Soledade "Mudinha" Olivares | Telenovela         |
| 2013-2014 | Qué pobres tan ricos                | Condessa Micaela Larrea     | Telenovela         |
| 2015      | Lo imperdonable                     | Ana Perla Sánchez Álvarez   | Telenovela         |
| 2017      | An American Funeral                 | Erlene White                | Filme              |
| 2017      | El vuelo de la victoria             | Adriana Hernández           | Telenovela         |
| 2018      | La taxista                          | Becka Romero                | Telenovela         |
| 2019      | Ringo (telenovela)                  | Maria Lucrécia              | Telenovela         |
| 2021      | La desalmada                        | Clara Ochoa                 | Telenovela         |
| 2022      | Esta historia me suena vol. 5       | Susana                      | Série de televisão |
| 2023      | Un día para vivir                   | Karina                      | Série de televisão |
| 2025      | A.mar, donde el amor teje sus redes | Brisa Contreras Lara        | Telenovela         |

## Prêmios e Nomeações
| Ano  | Categoria            | Telenovela                        | Resultado |
| ---- | -------------------- | --------------------------------- | --------- |
| 2012 | Melhor Atriz Juvenil | Amorcito corazón                  | Indicada  |
| 2011 | Melhor Atriz Juvenil | Zacatillo, un lugar en tu corazón | Indicada  |

## Ligações Externas
- «Sítio oficial»
- Gaby Mellado no Instagram
- Gaby Mellado no X
- Gaby Mellado. no IMDb.